# 土岐市消防本部
土岐市消防本部（ときししょうぼうほんぶ）は、岐阜県土岐市の消防部局（消防本部）。管轄区域は土岐市全域。

## 概要
- 消防本部：土岐市肥田浅野笠神町3-11
- 管内面積：116.16km2
- 職員定数：70人
- 消防署2カ所、分駐所1カ所
- 主力機械（2019年4月1日現在）
  - 普通消防ポンプ自動車：2
  - 水槽付消防ポンプ自動車：3
  - 化学消防自動車：1
  - 高規格救急自動車：4
  - 救助工作車：1
  - 小型動力ポンプ付水槽車：1
  - 高所作業車：1
  - 指揮車：2
  - 査察車：1
  - 防災指導車：1
  - 資機材搬送車 : 2
  - その他：5

## 沿革
- 1965年4月1日　土岐市消防本部が1署（土岐市消防署）2分署（西部・駄知）体制で発足。
- 1966年3月20日　西部分署庁舎が竣工。
- 1966年12月6日　救急業務を開始。
- 1967年5月3日　駄知分署庁舎が竣工。
- 1991年11月15日　新消防庁舎（土岐市防災センター併設）が竣工し業務開始。
- 1995年4月1日　高規格救急自動車の運用開始。
- 1996年2月15日　救助工作車を消防署に配備。
- 1998年12月15日　化学消防自動車を消防署に配備。
- 1999年4月1日　南部の土岐市消防署駄知分署、西部分署を統合、土岐市南消防署（南防災センター併設）として新たに中間地点の山神地区に消防署を設置する。（その為、土岐市消防署を北消防署に改称）
  - 跡地の駄知分署は土岐市駄知体育館、西部分署は土岐市シルバーセンターになっている。
- 2001年4月1日　曽木、鶴里地区に、土岐市南消防署濃南分駐所を開設。

## 組織
- 本部－消防総務課、予防課、警防課
- 消防署

## 消防署
| 消防署   | 住所               | 分駐所                |
| -------- | ------------------ | --------------------- |
| 北消防署 | 肥田浅野笠神町3-11 | なし                  |
| 南消防署 | 下石町2034         | 濃南：鶴里町細野29-91 |